# NGC 5838
NGC 5838 је елиптична галаксија у сазвежђу Девица која се налази на NGC листи објеката дубоког неба.
Деклинација објекта је + 2° 5' 56" а ректасцензија 15h 5m 26,0s. Привидна величина (магнитуда) објекта NGC 5838 износи 10,9 а фотографска магнитуда 11,9. Налази се на удаљености од 28,5000 милиона парсека од Сунца. NGC 5838 је још познат и под ознакама UGC 9692, MCG 0-38-22, CGCG 20-57, IRAS 15029+0217, PGC 53862.